# Dirk Medved
Pour les articles homonymes, voir Medved.
Dirk Medved est un footballeur belge, né le 15 septembre 1968 à Genk (Belgique).
Après avoir joué dans les principaux clubs de sa ville natale, Waterschei THOR, absorbé en 1988 par le KFC Winterslag pour former le KRC Genk où il évolue ensuite, puis au AA La Gantoise en 1989-1990, il a été au FC Bruges où il a fait le doublé Coupe-Championnat en 1996, puis il a joué au Standard de Liège.
Il a été international de 1991 à 1997 et participé à la Coupe du monde en 1994, aux États-Unis.

## Palmarès
- International belge de 1991 à 1997 (26 sélections)
- Participation à la Coupe du monde de football de 1994 (2 matches)
- Champion de Belgique en 1996 avec le FC Bruges
- Vainqueur de la Coupe de Belgique en 1996 avec le FC Bruges